# SLM-Wahid
SLM-Wahid var en av de rebellgrupper som i Darfurkonflikten bekämpade den sudanesiska regeringen och dess allierade i janjaweedmilisen.
Gruppen uppkallades efter ledaren Abdul Wahid Mohamed Ahmed al-Nour, för att skilja den från andra konkurrerande rebellgrupper med bakgrund i Sudans befrielserörelse.